# خط مكي

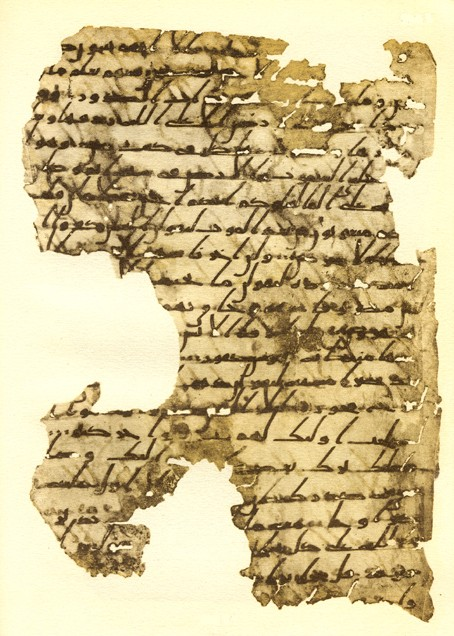
صورة ورقة من مصحف مكتوب بالخط المكي (الآيات 4-13 من سورة هود)

الخط المَكِّي أو الخط الحجازي هو أحد الخطوط العربية، منسوب إلى مكة، ظهر في القرن الأول الهجري (القرن السابع الميلادي).